# Olof Sjöqvist
Carl Olof Sjöqvist, född 9 december 1901 i Stockholm, död 4 december 1954, var en svensk läkare. Han var son till John Sjöqvist.
Sjöqvist blev medicine kandidat i Stockholm 1923, medicine licentiat 1928 och medicine doktor 1939. Han genomgick kirurgisk utbildning vid olika stockholmssjukhus och Vänersborgs lasarett 1926–1932, var underläkare vid Serafimerlasarettets neurokirurgiska avdelning 1933–1938 och blev docent i neurokirurgi vid Karolinska institutet 1938. Han var bataljonsläkare i reserven 1929–1935 och från 1937, praktiserande läkare i Stockholm 1940, extra överläkare vid provisorisk neurokirurgisk avdelning för finska krigsskador 1940, vid neurokirurgisk verksamhet vid finska krigs- och fältsjukhus (43. Krigssjukhus i Tiuruniemi och 22. Fältsjukhus i Veskelys) 1941 och konsulterande läkare för neurokirurgiska sjukdomar vid Sankt Eriks sjukhus 1942 och vid Södersjukhuset från 1943.
Sjöqvist var medarbetare i redaktionen för "Zentralblatt für Neurochirurgie" från 1936, utländsk ledamot av Society of British Neurological Surgeons från 1937 och Rockefellerstipendiat vid Yale University 1938–1939. Han utgav en lång rad arbeten och uppsatser av huvudsakligen kirurgiskt och neurokirurgiskt innehåll, bland annat Studies on Pain Conduction in the Trigeminal Nerve (gradualavhandling 1938, belönad med Svenska Läkaresällskapets Lennmalmspris) och Projektilskador på perifera nerver (Nordisk Medicin 1940).
Sjöqvist utförde 1946, tillsammans med psykiatern Gösta Rylander, tidiga försök med lobotomi.